# Юган Тобіас Сергель
Юган Тобіас Сергель (28 серпня 1740 , Стокгольм  — 26 лютого 1814 , парафія Клараd, Over-Governors officed )(швед. Johan Tobias Sergel) — шведський скульптор і художник, професор Академії Мистецтв, один з визнаних майстрів європейського класицизму.

## Біографія
Юган Тобіас Сергель народився у Стокгольмі у родині золотошвея Крістофера Сергеля. У 26 років він вирушив удосконалювати свою майстерність до Парижа, а потім до Риму. Вчителями Сергеля стали Ж.-Е.Рен і П.-Ю. Л'Аршевек. Протягом дванадцяти років (1767—1779) Сергель навчався і жив в Європі, перш за все в Італії. Уже в ранніх його роботах «Ахілл і кентавр Хірон» (бл. 1767), «Венера і Анхіс» (бл. 1769—1770) позначилося захоплення новим класичним стилем і намітився розрив з традиціями бароко і рококо. Першою великою самостійною роботою став в 1770 році «Фавн».
Крім створення робіт міфологічного й алегоричного змісту, Сергель займався і прославлянням шведських монархів. Ще в 1772 році він брав участь у роботі свого вчителя Л'Аршевека, який створював велику скульптурну композицію «Аксель Оксеншерна диктує музі Історії список діянь Густава Адольфа», прославляє історичні звершення короля Густава II Адольфа в період його правління (руці Сергеля належать фігури канцлера Оксеншерни і Кліо біля підніжжя пам'ятника). Також ще в Римі він створив першу модель статуї Густава III, пізніше відлиту в бронзі і в 1796 році куплену муніципалітетом Стокгольма (скульптура була встановлена тільки в 1808 році на Шеппсбрукайене). Коли Сергель в 1778 році покинув Рим, він вже був скульптором з європейською популярністю.
В 1779 році за викликом Густава III Сергель повернувся в Стокгольм. По дорозі він зробив «зупинку» в Парижі, де створив скульптуру «Отрідад» (1779) і був обраний членом Французької Академії живопису і скульптури. Після його повернення на батьківщину король призначив Сергеля придворним скульптором. На замовлення короля їм була створена скульптура «Амур і Психея», а також закінчений пам'ятник Густаву II Адольфу, розпочатий його вчителем Л'Аршевеком. Серед робіт стокгольмського періоду також пам'ятник Декарту, скульптурна група на могилі короля Густава Вази і сцена Воскресіння в стокгольмській церкві Адольфа Фредріка. 1780 року Сергель здобув звання професора Королівської академії мистецтв, а в 1782 році став кавалером Ордена Вази.
Окрім великих робіт, Сергель також займався і дрібними замовленнями, створивши значну кількість бюстів і портретних медальйонів. Хоча найбільшу популярність Сергель здобув як скульптор, дуже популярними були також і його шаржі та моментальні малюнки зі світського життя Стокгольма (в дусі англійських карикатуристів, таких як Томас Роулендсон). Іноді він складав з декількох таких малюнків послідовні історії, що дозволяє розглядати його творчість як предтечу пізніх коміксів.

Юган Тобіас Сергелт помер 26 лютого 1814 року в Стокгольмі. Нині у шведській столиці є вулиця його імені (Сергельгатан), на його честь також названа площа в центрі Стокгольма. 

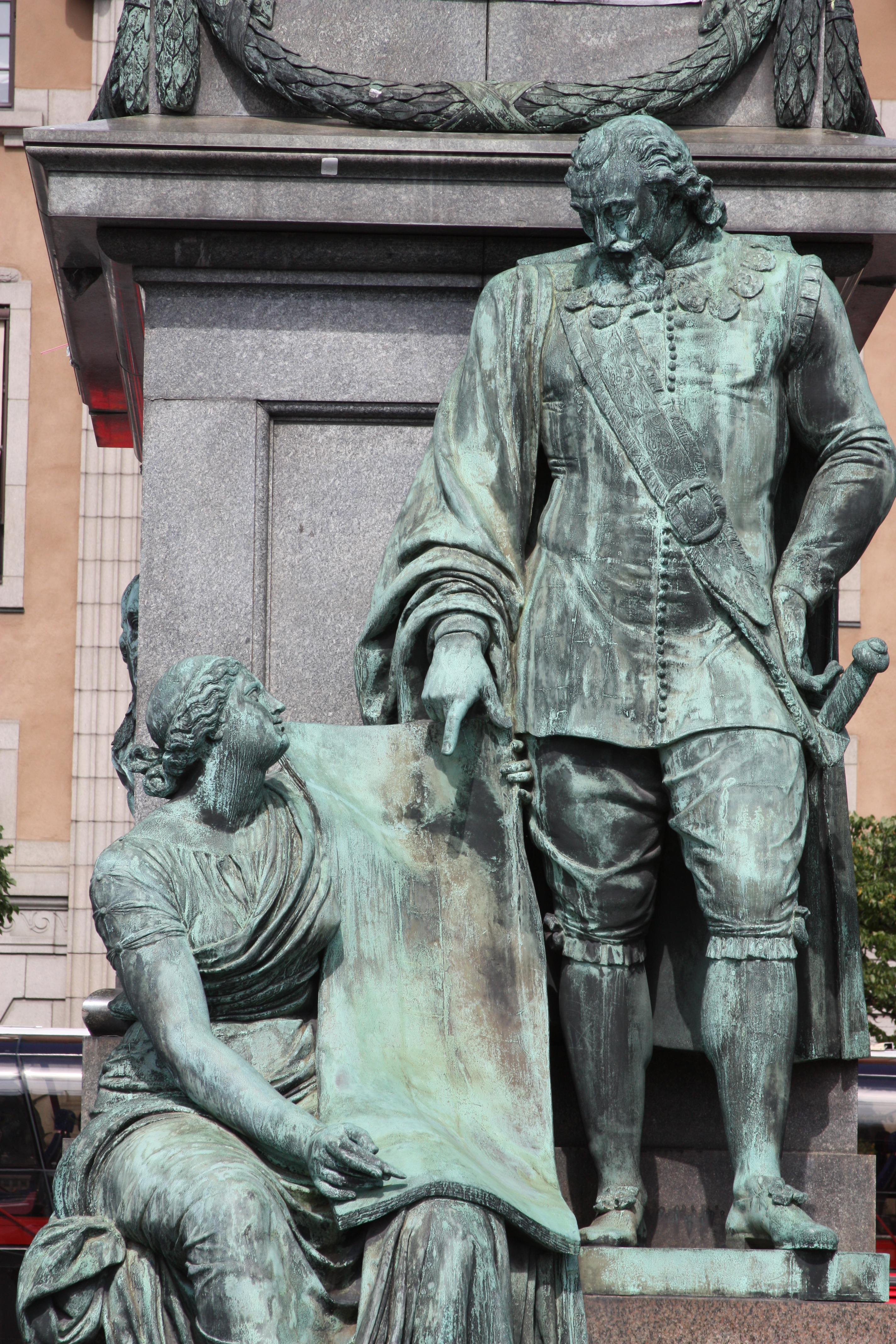
Скульптурна група (Оксеншерна А. і Кліо) біля підніжжя пам'ятника Густаву II Адольфу
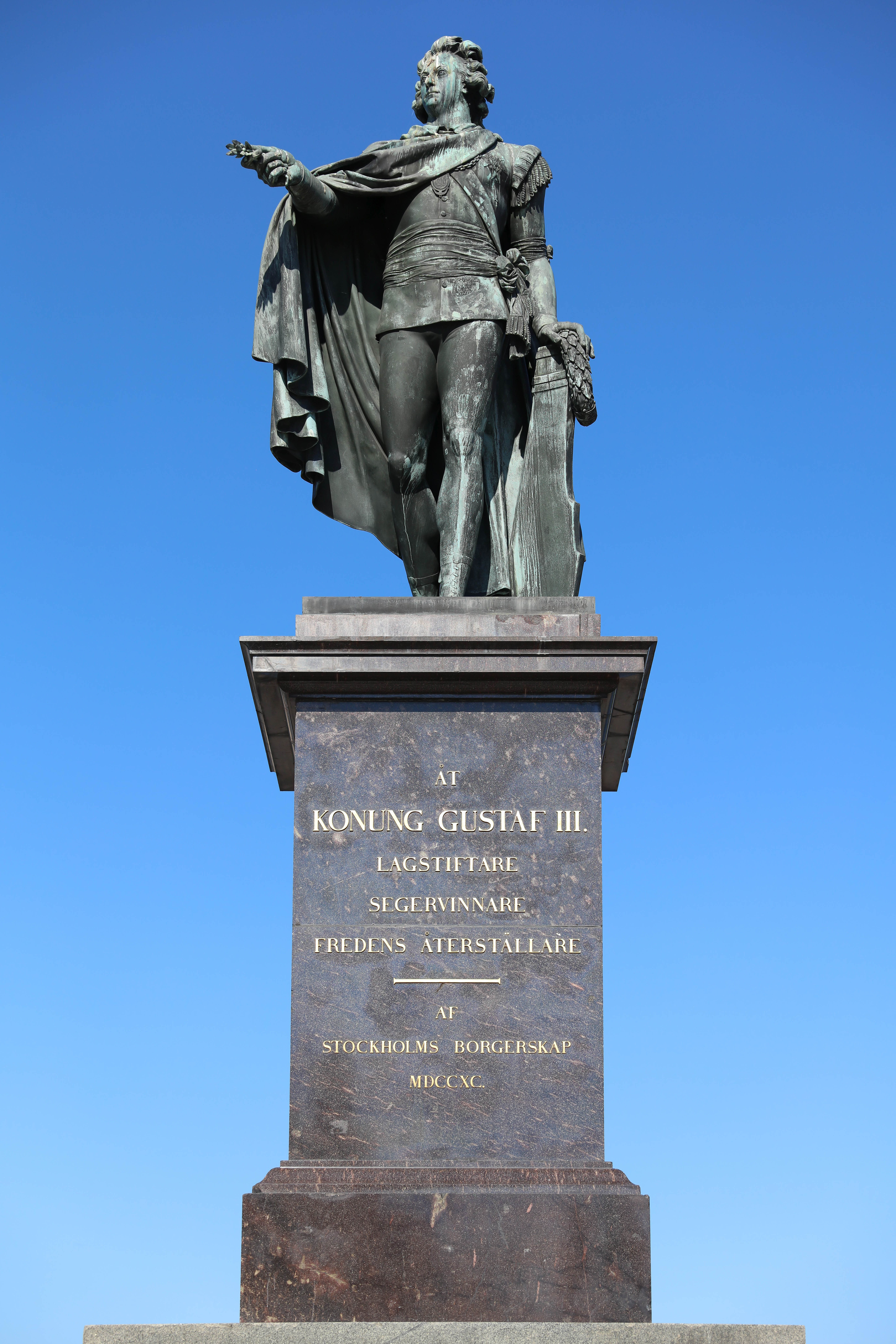
Пам'ятник Густаву III в Стокгольмі
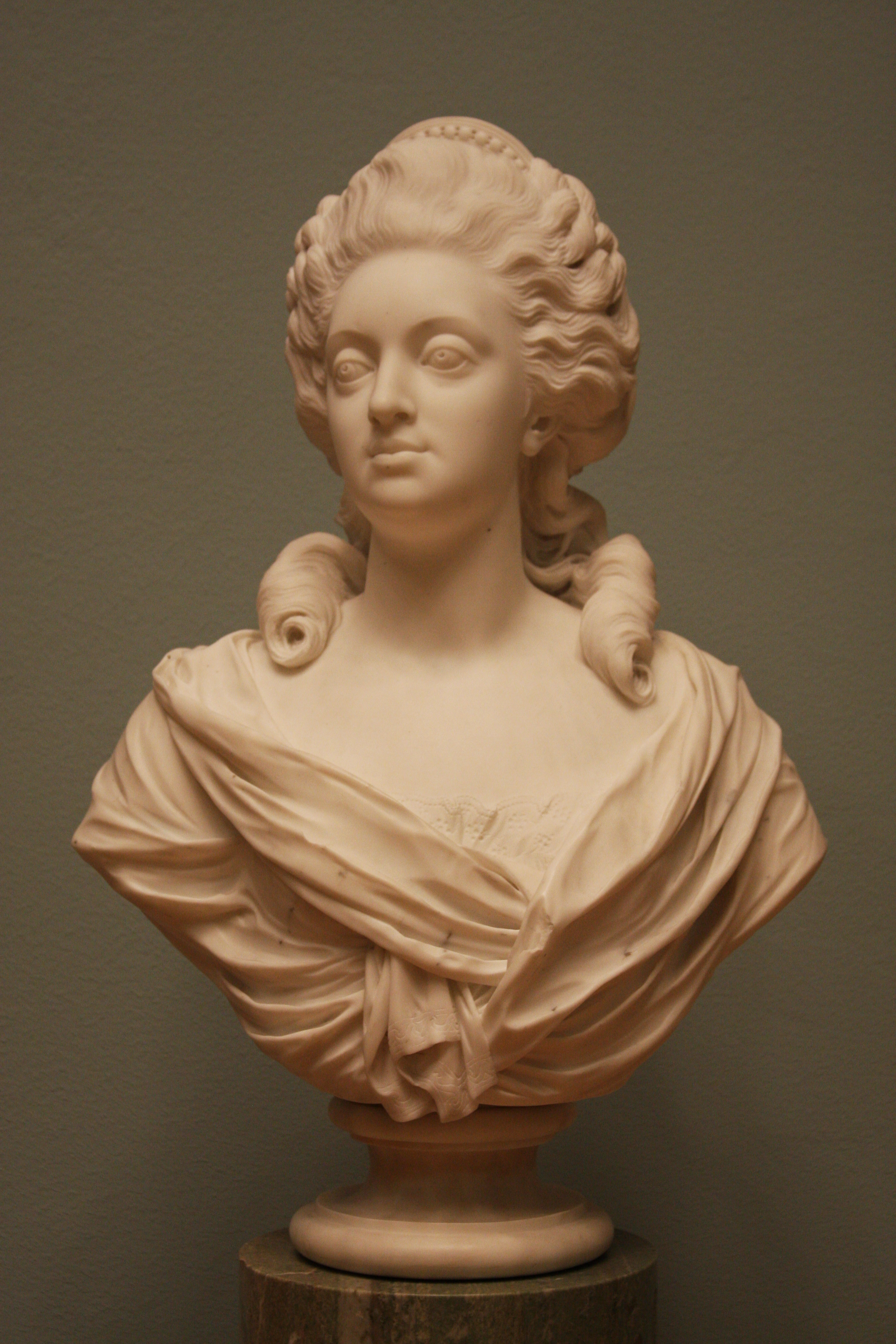
Королева Софія Магдалена, 1783
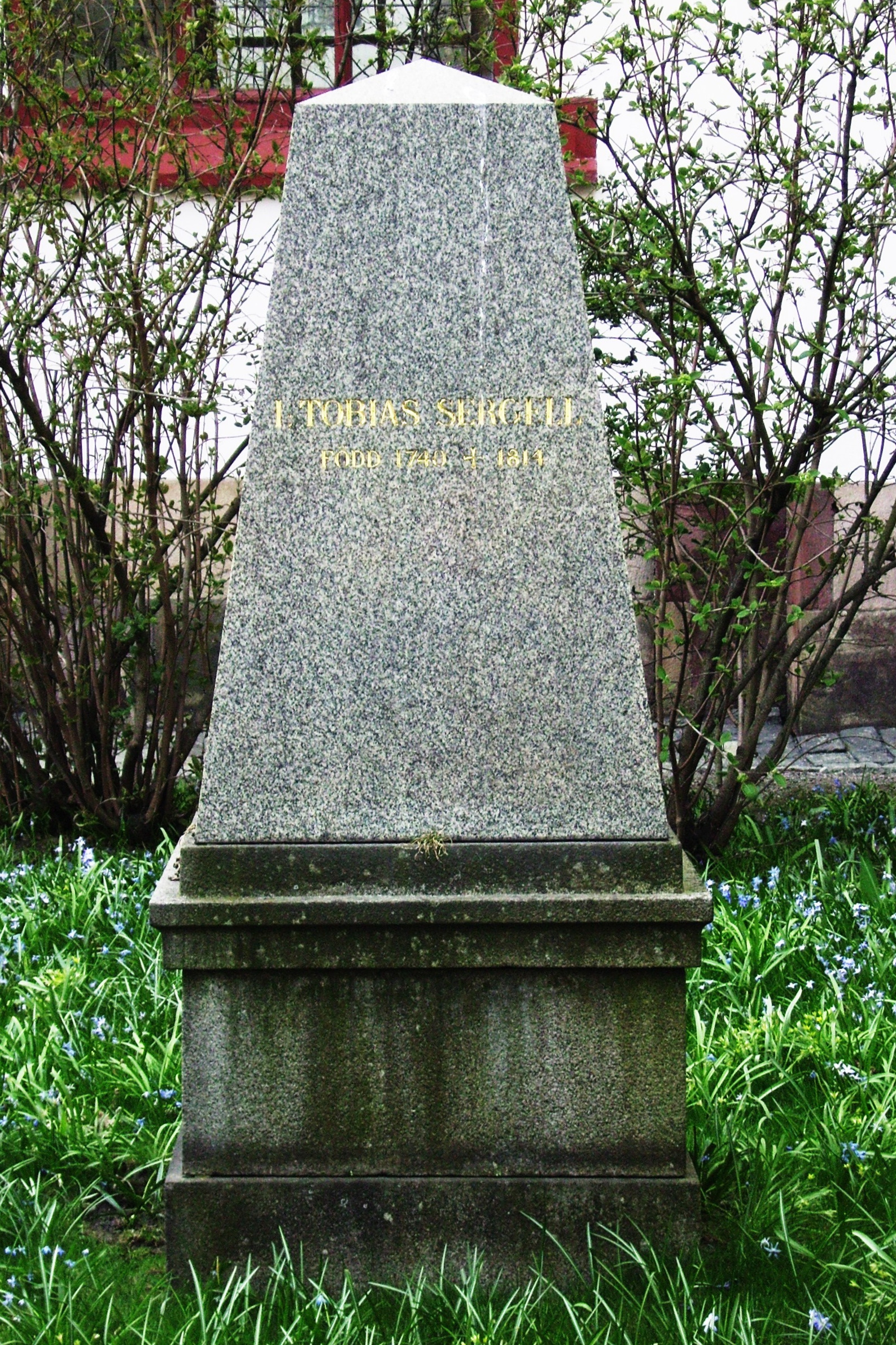
Надгробок на могилі Т. Сергеля в церкві Адольфа Фредріка
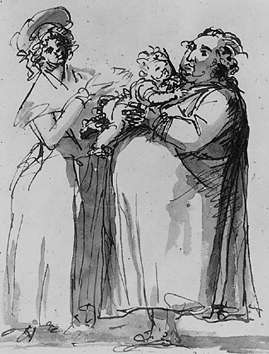
Автопортрет Сергеля (1793)
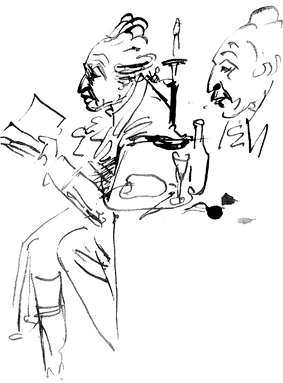
К.М.Бельман, бл. 1790
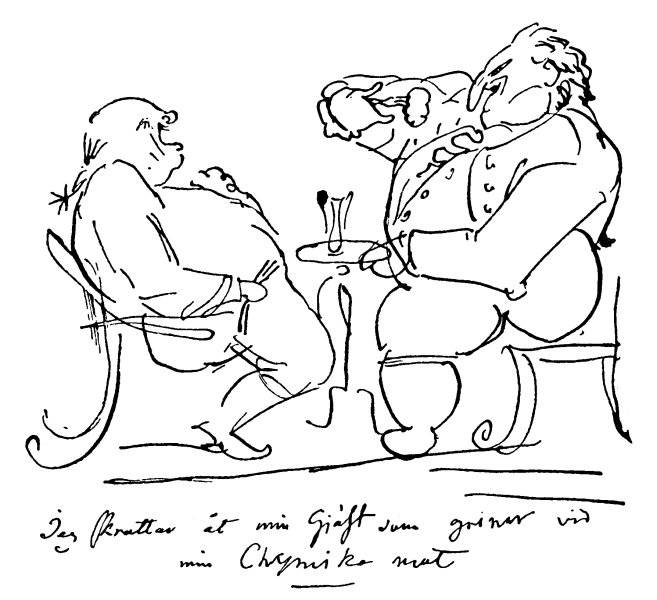
Сергель і К. А. Еренсверд
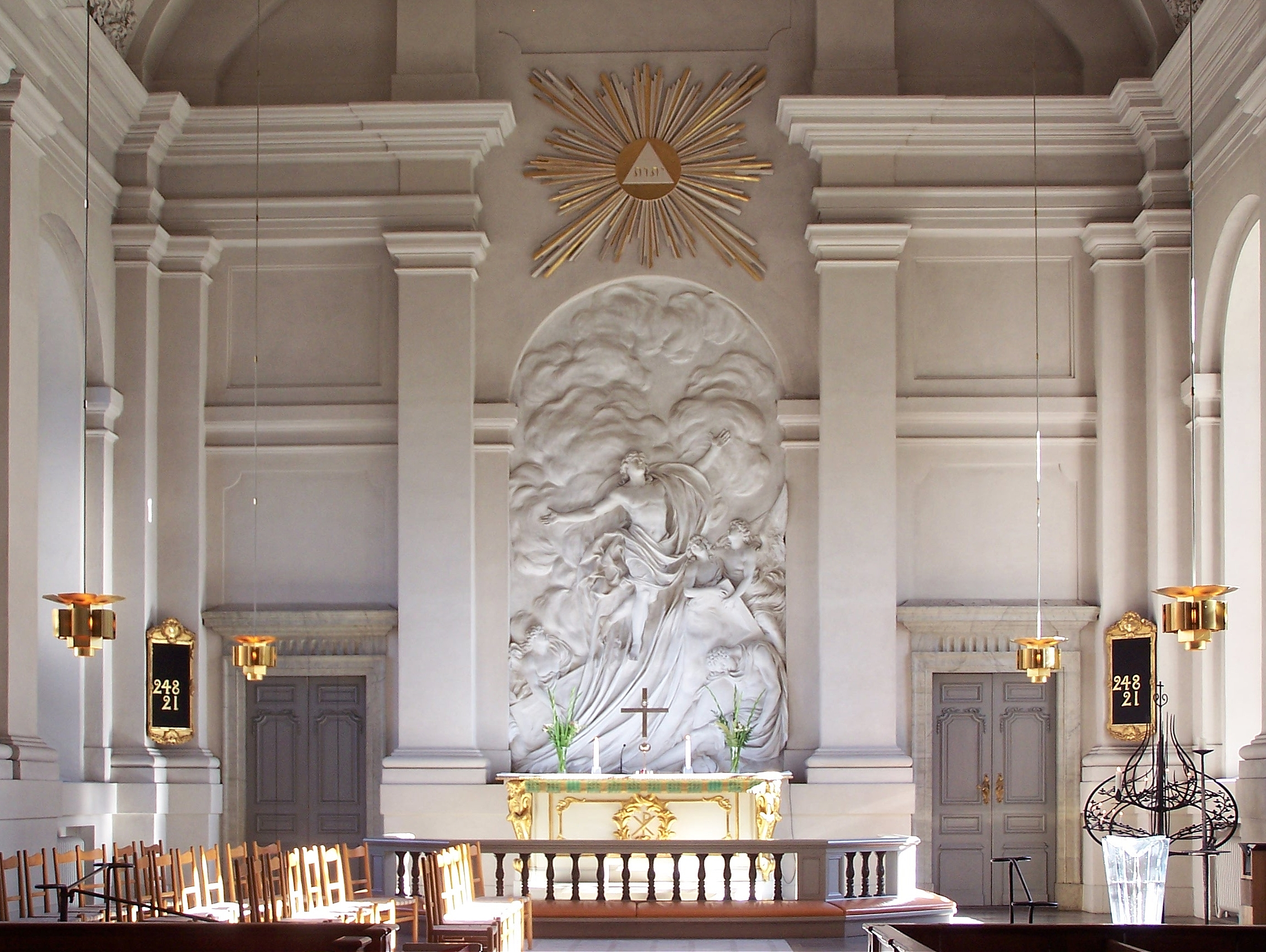
Вівтар церкви Адольфа Фредріка